# Haldarsvík
Haldarsvik est un village des îles Féroé situé au nord-est de l'île de Streymoy. Le village abrite une église octogonale (la seule des îles Féroé) qui date de 1856.

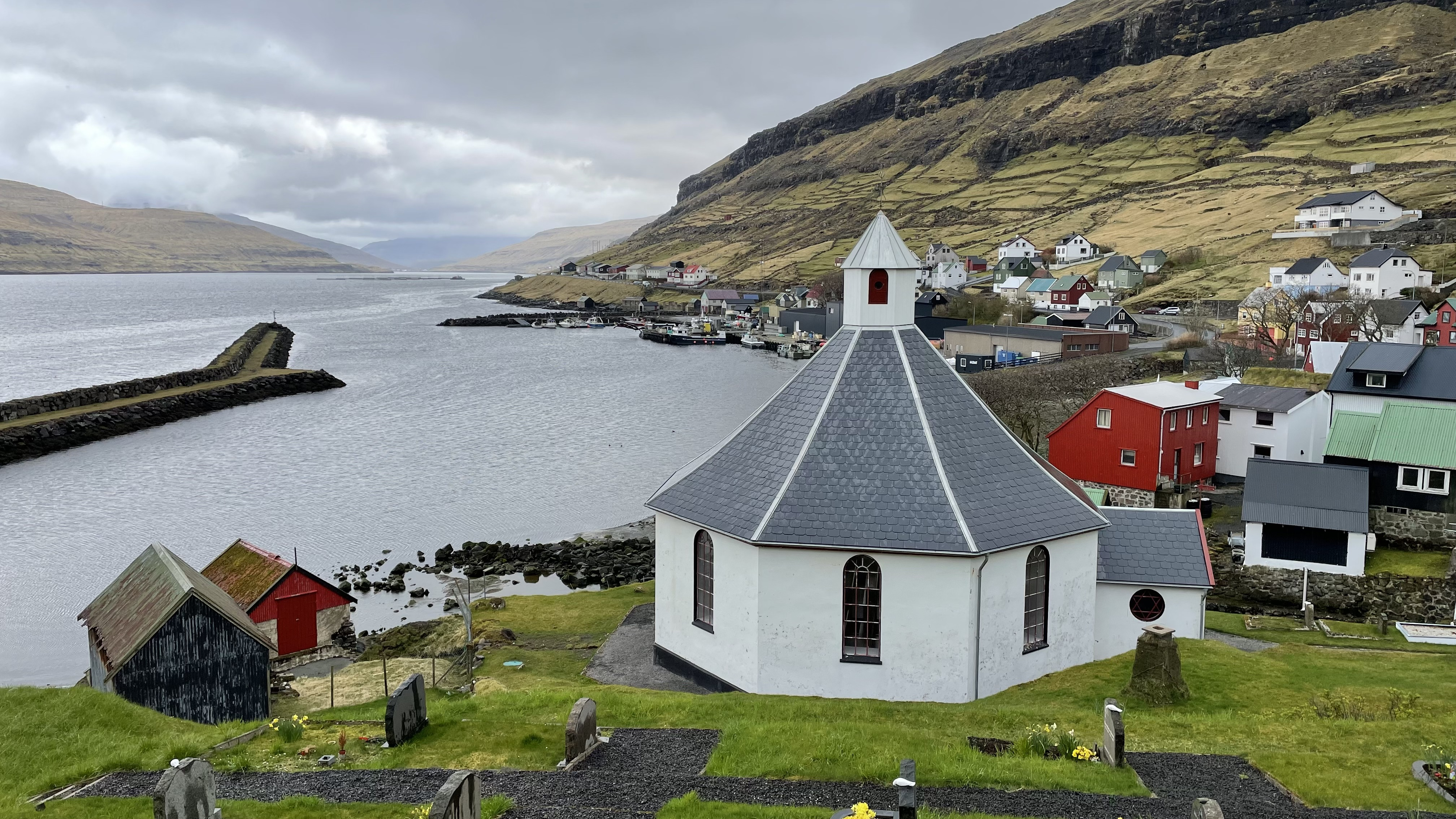
L'église octogonale